# Kärrbryum
Kärrbryum (Bryum pseudotriquetrum) är en bladmossart som beskrevs av P. G. Gärtner, B. Meyer och Scherbius 1802. Kärrbryum ingår i släktet bryummossor, och familjen Bryaceae. Arten är reproducerande i Sverige. Inga underarter finns listade i Catalogue of Life.

## Bildgalleri

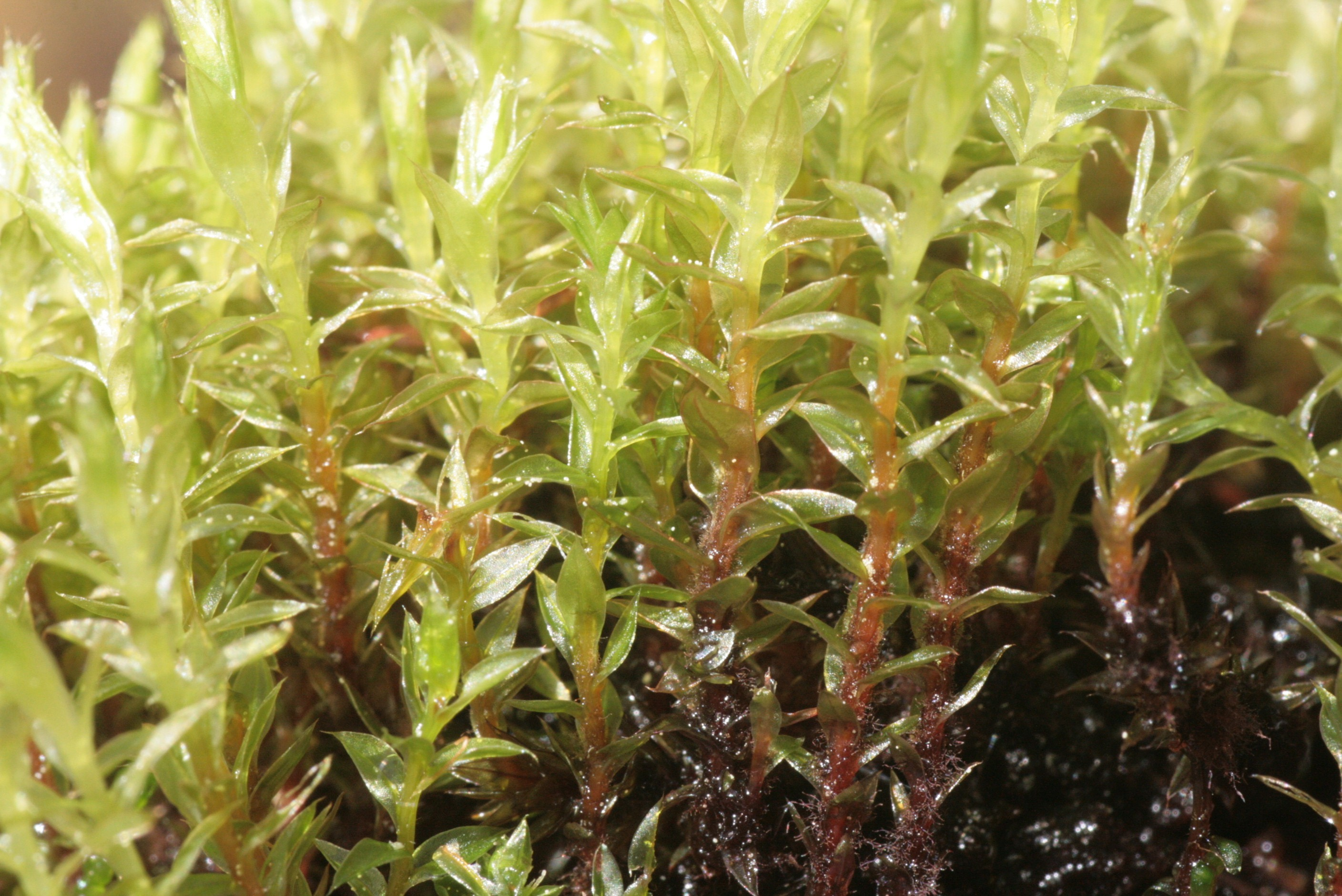
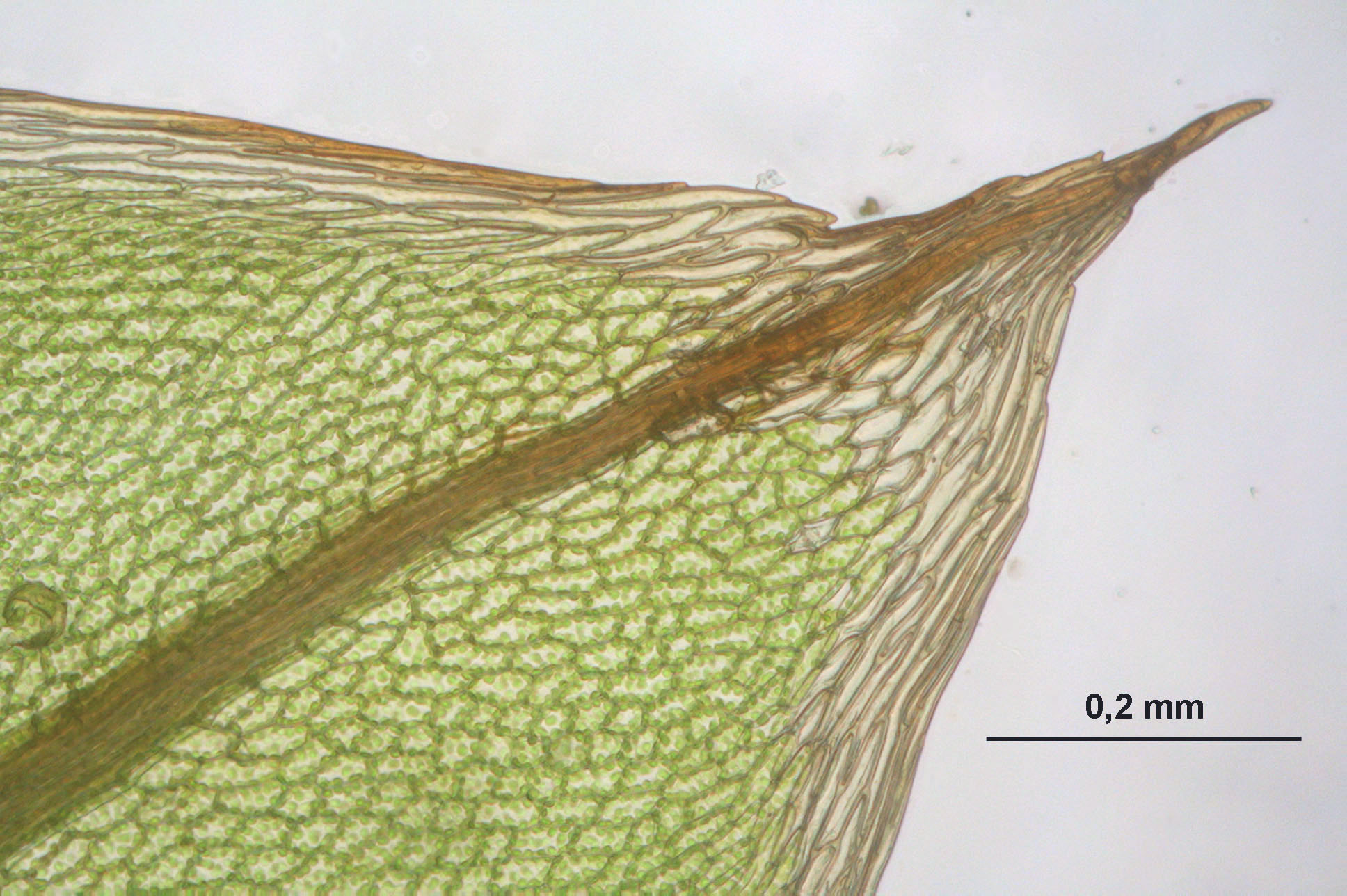
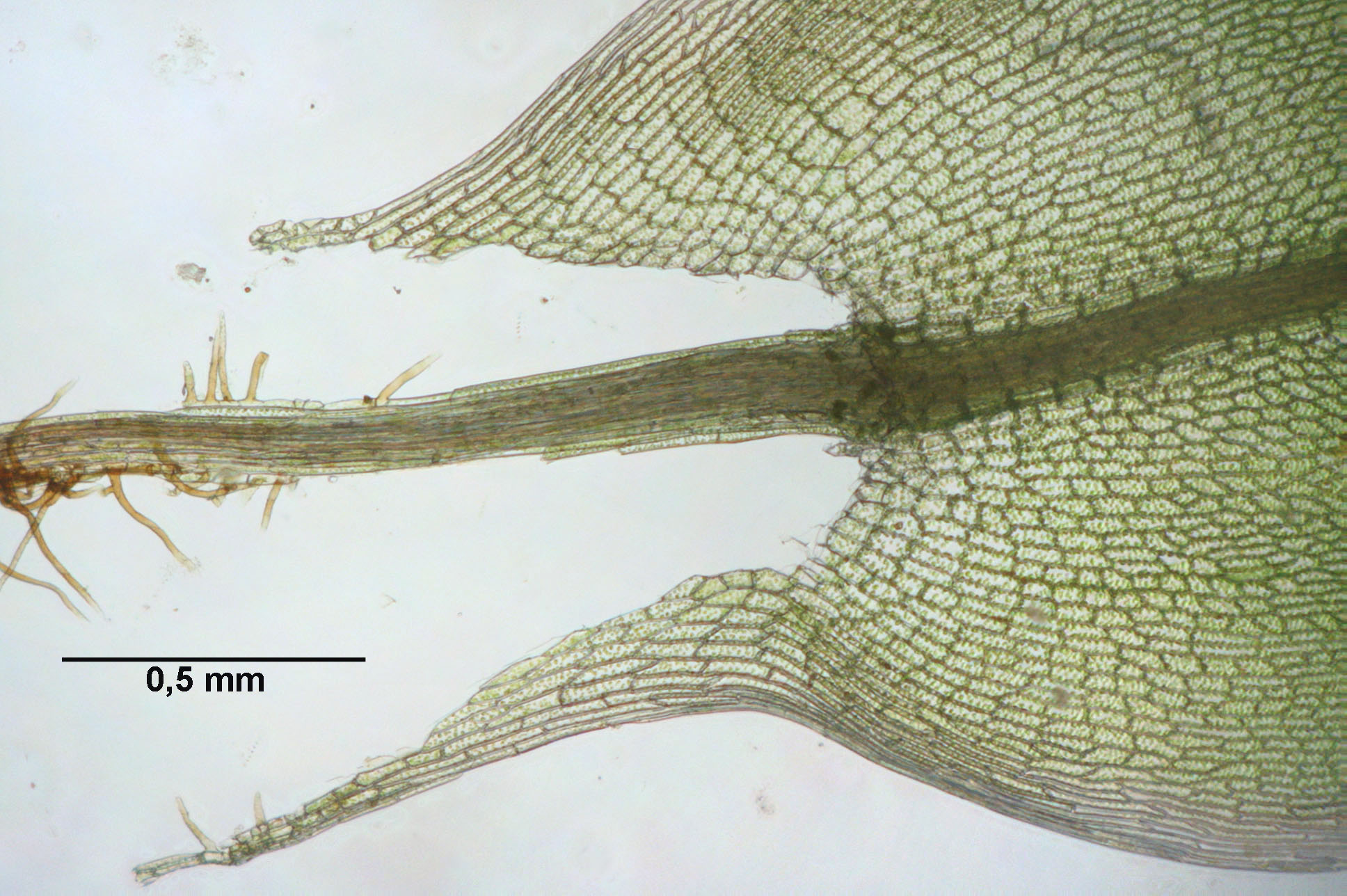
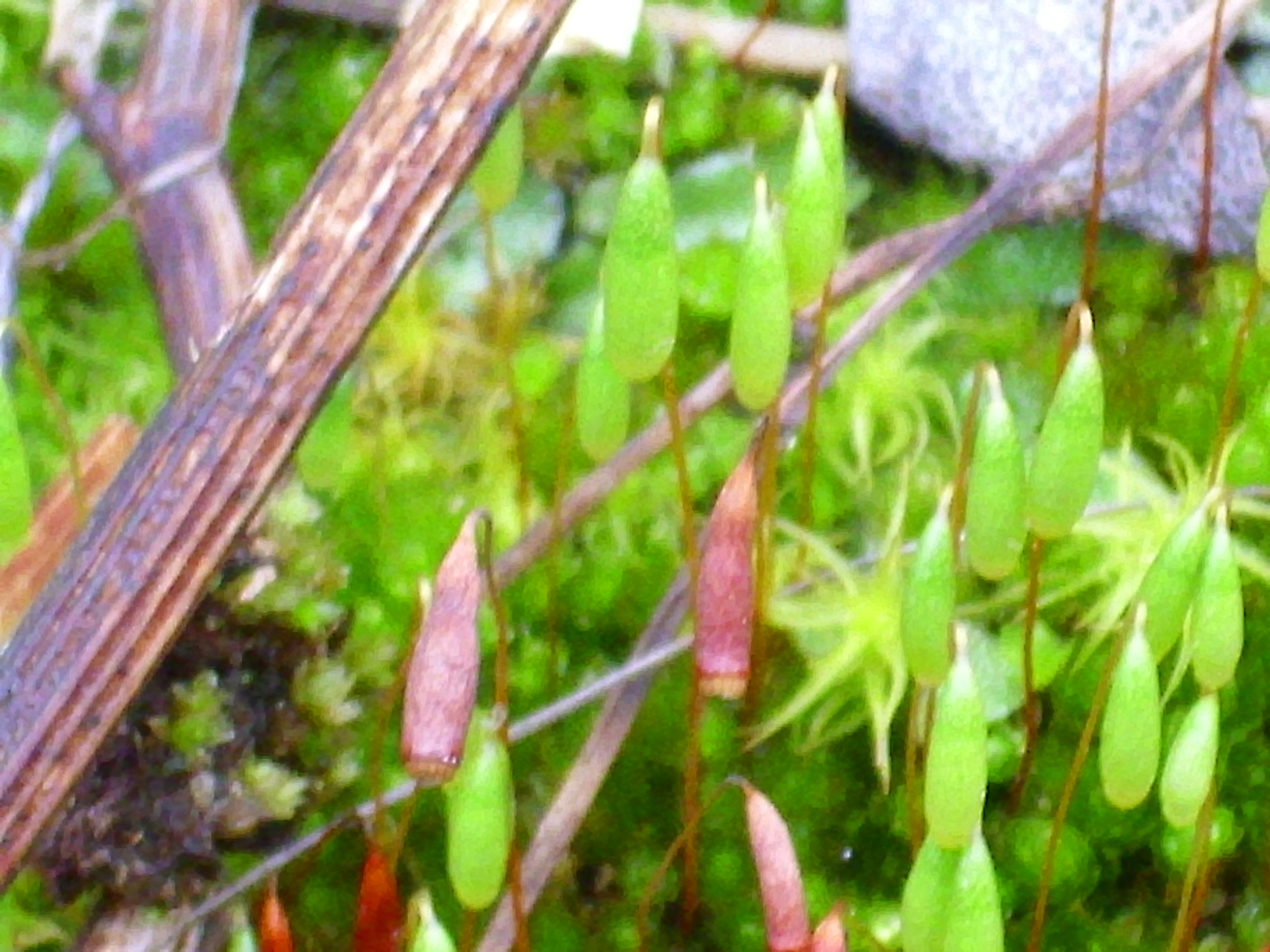